# 12771 Kimshin
12771 Kimshin là một tiểu hành tinh vành đai chính với chu kỳ quỹ đạo là 1225.8746590 ngày (3.36 năm).
Nó được phát hiện ngày 5 tháng 4 năm 1994.